# En flicka kom till Bagdad
En flicka kom till Bagdad (originaltitel: They Came to Baghdad) är en deckare av Agatha Christie, först publicerad i Storbritannien den 5 mars 1951  och i USA senare samma år.
Boken är inspirerad av Christies egna resor till Bagdad med sin andre make, arkeologen Sir Max Mallowan, och är också en av få Christieromaner som tillhör action- och spiongenrerna, snarare än mysterier och deckare.

## Handling
Ett hemligt toppmöte mellan supermakterna ska hållas i Bagdad, men det är inte längre hemligt. En ljusskygg grupp (som är både antikommunistisk och antikapitalistisk) konspirerar för att sabotera evenemanget. Saker och ting blir komplicerade när den entusiastiska unga "äventyraren" Victoria Jones upptäcker en döende hemlig brittisk agent – Henry "Fakir" Carmichael – på sitt hotellrum. Hans sista ord – "Lucifer... Basra... Lefarge" – få henne att undersöka saken. "Lucifer" syftar på geniet, Victorias förälskelse, Edward, som ligger bakom komplotten. "Basrah" är staden där Carmichael såg Edward och kände igen honom som en fiende. "Lefarge" visar sig faktiskt vara "Defarge" och är en referens till Charles Dickens-karaktären Madame Defarge från Dickens roman Två städer; Det är en anspelning på det faktum att namnet på ett viktigt vittne har sytts in i en halsduk. Medan Victoria är huvudpersonen, är den verkliga hjältinnan Anna Scheele, sekreterare/verkställande assistent till en amerikansk bankir, som har upptäckt en hel del om den ljusskygga gruppens finanser. Hon dyker upp ganska sparsamt, med några korta framträdanden i början av berättelsen, för att sedan försvinna, till förtret för den onda organisation som fruktar hennes ekonomiska kunskap och som vill likvidera henne, och för hennes allierade som vill skydda henne. Hon dyker oväntat upp igen i sista stund. Victoria går tillbaka till utgrävningarna med Richard och de två blir ett par.

## Personer
- Victoria Jones, en ung maskinskrivare, vacker och intelligent
- Edward Goring, en ung före detta pilot
- Henry Carmichael, en modig brittisk agent
- Richard Baker, en ung och intelligent arkeolog
- Pauncefoot Jones, en berömd arkeolog, lite förvirrad
- Rathbone, ledare för ett gäng smugglare
- Dakin, chef för den brittiska underrättelsetjänsten

## Litterär betydelse och mottagande
Julian MacLaren-Ross recenserade entusiastiskt romanen i The Times Literary Supplement den 20 april 1951 och sa att den var "mer av en thriller än en detektivhistoria, även om det finns gott om mysterier och två överraskningar reserverade för de avslutande kapitlen; en av dessa är kanske hennes bästa sedan avslöjandet av brottslingen i De sju urens mysterium" Han fortsatte med att kommentera att "skrivandets enkla expertis återigen är en fråga för beundran" och drog slutsatsen att Christies uppfinningsförmåga "aldrig sviker henne".
Maurice Richardson i The Observer (4 mars 1951) skrev: "Lite lätt och knasig, bitvis nästan fnittrig, som Agatha Christies thrillers tenderar att vara, men den har den vanliga lätta läsbarheten och en djupt planterad fiende."
Robert Barnard: "Ganska befängt exempel på thrillertypen Christie, men livligare än vissa. Engagerande hjältinna och ovanligt bra bipersoner – arkeologer, hotellägare m.fl. Handlingen handlar om försök att hindra The Big Three (Storbritannien var en av dem då) från att gå samman och sluta fred. Även om skurkarna inte är vänstervridna, låter de som hennes vänsteridealister på 30-talet (som som vanligt vill skapa en "ny himmel och jord" – mycket farligt!)"